# 斯特雷群島
斯特雷群島（英語：Stray Islands）是南極洲的群島，屬於威廉群島的一部分，處於彼德曼島以西3.7公里，由英國研究隊繪入地圖，現時由南極條約體系管理。